# 马克斯·马洛温
马克斯·埃德加·卢西安·马洛温爵士，CBE（英語：Sir Max Edgar Lucien Mallowan，1904年5月6日—1978年8月19日），英国考古学家、英國皇家空軍退役中校，研究内容为古中东史。他是小说家阿加莎·克里斯蒂的第二任丈夫。

## 生平
马洛温于1904年5月6日出生于英国伦敦旺茲沃思區的旺茲沃思，出生名为埃德加·马洛温，父母分别为弗雷德里克·马洛温（Frederick Mallowan）和玛格丽特·杜维维耶（Marguerite née Duvivier）。他曾就学于洛克比预备学校和蓝星学院，在蓝星学院中他与伊夫林·沃是同学。后马洛温进入牛津大学新学院学习古典艺术。
马洛温首先担任伦纳德·伍利的学徒，参与1925年到1931年在乌尔的考古发掘，这里被认为是美索不达米亚的都城。1930年，在这里他第一次遇到了比他大14岁的阿加莎·克里斯蒂，同年她们回到英国结婚。1932年，在与雷金纳德·坎贝尔·汤普森（Reginald Campbell Thompson）在尼尼微的一段短暂的工作后，马洛温成为了一系列由大英博物馆和英国伊拉克考古学校组织的考古探索的现场主管。他的发掘对象包括阿尔帕契亚墟丘以及叙利亚上哈布尔地区的查加尔·巴扎尔和布拉克墟丘。他也是哈布尔盆地西侧巴力奇山谷考古遗址的首个发掘者。
第二次世界大战爆发后，马洛温在北非为皇家空军志愿后备队工作，1943年在塞卜拉泰古城驻扎。1941年2月11日他被委任为行政及专责科（Administrative and Special Duties Branch）见习空军少尉，1941年8月8日晋升为空军中尉，1943年4月1日任空军上尉。他曾受階為中校，1954年他退伍时，獲准保留该军衔 。
在战后的1947年，他在伦敦大学任西亚考古学教授，他担任此职位至1962年被选为牛津大学万灵学院研究员。1947年他也成为英国伊拉克考古学校主管，并担任至1961年，在此期间他主管了学校在尼姆鲁德的考古工作的复工（此前由奧斯丁·亨利·萊亞德发掘），1966年，他发表了两卷本《尼姆鲁德及其遗存》（Nimrud and its Remains）。他在1956年出版的《廿五年間美索不達米亞的新發現》（Twenty-five Years of Mesopotamian Discovery）中记录了他的工作，他的妻子阿加莎·克里斯蒂在1946年的《情牵叙利亚》（Come, Tell Me How You Live）中也描述了1930年代他在叙利亚的工作。
阿加莎·克里斯蒂于1976年去世，次年马洛温与考古学家芭芭拉·黑斯廷斯·帕克（Barbara Hastings Parker）结婚，帕克在尼姆鲁德担任金石学家，并在英国伊拉克考古学校担任他的秘书。

## 荣誉
马洛温在1960年的女王寿辰授勋中获大英帝国勋章，在1968年被封为爵士。他和阿加莎·克里斯蒂女爵士是为数不多的各自分别封为爵士的夫妇之一。

## 去世
马洛温以74岁的年龄于牛津郡沃灵福德（Wallingford）去世。他的遗孀马洛温夫人芭芭拉于1993年以85岁于沃灵福德去世。